# Гданьский университет
Гданьский университет (пол. Uniwersytet Gdański, лат. Universitas Gedanensis) — одно из крупнейших государственных высших учебных заведений Польши, основанное в 1970 году. Расположено в Гданьске.

## История
Согласно решению Совета Министров ПНР Гданьский университет создан 20.03.1970 года в результате объединения Сопотской Высшей Экономической Школы (основанной в 1945 как Высшая Школа морской торговли) и Высшей Педагогической Школы в Гданьске (основанной в 1946). Позже в состав университета была включена Высшая школа подготовки учителей.
В настоящее время крупнейшее учебное заведение Поморского воеводства Польши. На 11 факультетах университета обучается около 33 000 студентов, докторантов и аспирантов, около 1700 преподавателей. Учëба ведется по 26 направлениям по 106 специальностям.

## Факультеты
Большинство факультетов сосредоточены в трех городах: Гданьске, Гдыне и Сопоте. 
- биологический (Гданьск/Гдыня),
- химический (Гданьск),
- экономический (Сопот),
- исторический (Гданьск),
- филологический (Гданьск),
- физико-математический и информатики (Гданьск),
- общественных наук (Гданьск),
- океанографии и географии (Гданьск/Гдыня),
- права и администрации (Гданьск/Кошалин),
- менеджмента (Сопот),
- психологии.